# ザ・ウェイ (アリアナ・グランデの曲)
「ザ・ウェイ」（The Way）は、アメリカ合衆国の歌手アリアナ・グランデとラッパーマック・ミラーが2013年3月26日に発表した楽曲。グランデが2013年にリリースしたデビュー・アルバム『ユアーズ・トゥルーリー』からのシングルである。

## 概要
楽曲はハーモニー・サミュエルズ、マルコム・マックコーミック, ジョーダン・スパークス, セヴン・ストリーター, Al Sherrod Lambertによって書かれ、サミュエルズがプロデュースを行った。「ザ・ウェイ」は、ビッグ・パンとジョーによって歌われた1998年のR&Bヒット「スティール・ノット・ア・プレイヤー」のメロディーをなぞり、反復するポップ・ソングである。

## 背景とリリース
2013年1月、アリアナ・グランデはプロデューサーのハーモニー・サミュエルズと会い、そこで彼にシングルを創作するにあたって、ビッグ・パンの「スティール・ノット・ア・プレイヤー」をサンプリングすることを提案された。グランデは音楽にフィーチャーしようと親睦があるマック・ミラーに早速サウンドを聞かせ、その感想を求めたところ「俺の好きなサウンドだな」という反応を得た。曲は同月中に録音され、またリパブリック・レコードのVPチャーリー・ウォークがリパブリックの共同創設者Monte Lipmanのオフィスで曲を聴いた際、彼の興味をひいた。 
2013年3月18日から22日の週にかけて、グランデはアメリカのフロリダ州、ニューヨーク州、シカゴ、ダラス、ロサンゼルスのラジオ局をまわるプロモーション・ツアーを行った。楽曲は2013年3月25日の昼過ぎになってリリースされた。

## 評論家による論評
この楽曲は音楽評論家より賞されている。デジタル・スパイは楽曲に5つ星のうち4つ星を与え、楽曲のサウンドまたグランデのボーカルをマライア・キャリーと対比した。その上で彼女について「パワフルなボーカル」だとし、また楽曲についても「活気のあるピアノのリフ」で「R&Bビートに立ち戻っている」と評した。
MTV BuzzworthyのJenna Hally Rubensteinは楽曲を称賛し、グランデを「ポップシーンのニューカマー」と呼んだ。Rubensteinは楽曲の「2000年代初期のR&Bヴァイブスの影響」についてもコメントし、サウンドをジェニファー・ロペス」とジャ・ルールによる「アイム・リアル」のアップグレード版だと指摘している。

## チャート成績
この楽曲は2013年3月25日にiTunes Storeにてリリースされ、入手できるようになって7時間後に「トップ・シングル」チャートの首位に立った。発売初週、「ザ・ウェイ」は21.9万ユニットを超える売上を記録し、2013年4月3日付Billboard Hot 100の10位でデビューした。グランデとミラーにとってこれは初のトップ・テンヒットとなった。またこれによりグランデはヤエル・ナイムが2008年に「ニュー・ソウル」で新たに戻って以来初となるリード女性ソロ・アーティストによる初登場でのトップ・テン排出者となった。「ザ・ウェイ」は、2013年の発売初週売上記録においてジャスティン・ティンバーレイクとジェイ・Zによる「スーツ・アンド・タイ」に次いで、2番目に高い売上を保持している。2013年5月1日、「ザ・ウェイ」は50万ユニットを売り上げたことでRIAAよりゴールドに認定された。

## ミュージック・ビデオ
ミュージック・ビデオは2013年2月10日と11日に撮影された。2013年3月16日、初の予告編がYouTubeページに登場した。次の予告編はその2日後にライアン・シークレストのウェブサイトでリリースされ、後にグランデのページにも登場した。フルヴァージョンのビデオは2013年3月28日の12/3 am PST/ESTにリリースされた。ビデオはグランデとミラー、ダンサーグループという三者から成り立っており、室内の壁面に映しだされたプロジェクター映像の前面でグランデやミラー、複数のカメオ出演者がバルーンと共にはしゃいだり、ポーズをとる構成となっている。ビデオはグランデとミラーがキスをして終了する。

## 収録曲
- デジタル・ダウンロード

1. "The Way (feat. Mac Miller)" - 3:46[8]

## チャート
| チャート（2013 - 2014年）                    | 最高位 |
| -------------------------------------------- | ------ |
| オーストラリア (ARIA)                        | 37     |
| カナダ (Canadian Hot 100)                    | 33     |
| アイルランド (IRMA)                          | 51     |
| 日本 (Japan Hot 100)                         | 66     |
| オランダ (Dutch Top 40)                      | 28     |
| ニュージーランド (Recorded Music NZ)         | 31     |
| ウクライナ (FDR Charts)                      | 3      |
| UK シングルス (OCC)                          | 41     |
| アメリカ合衆国 (Billboard Hot 100)           | 9      |
| アメリカ合衆国 (Billboard Mainstream Top 40) | 12     |

## リリース日一覧
| 地域           | リリース      | 規格                   | レーベル         |
| -------------- | ------------- | ---------------------- | ---------------- |
| アメリカ合衆国 | 2013年3月25日 | デジタル・ダウンロード | Republic Records |
| イギリス       | 2013年3月26日 | デジタル・ダウンロード | Republic Records |
| ドイツ         | 2013年3月26日 | デジタル・ダウンロード | Republic Records |
| アイルランド   | 2013年3月26日 | デジタル・ダウンロード | Republic Records |
| オランダ       | 2013年3月26日 | デジタル・ダウンロード | Republic Records |